# Friedrich Naumann
Joseph Friedrich Naumann (* 25. März 1860 in Störmthal, heute Teil von Großpösna bei Leipzig; † 24. August 1919 in Travemünde) war ein deutscher evangelischer Theologe, liberaler Politiker zur Zeit des Deutschen Kaiserreichs, Mitbegründer des Deutschen Werkbunds und der Deutschen Demokratischen Partei (DDP). Nach ihm ist die FDP-nahe Friedrich-Naumann-Stiftung für die Freiheit benannt.

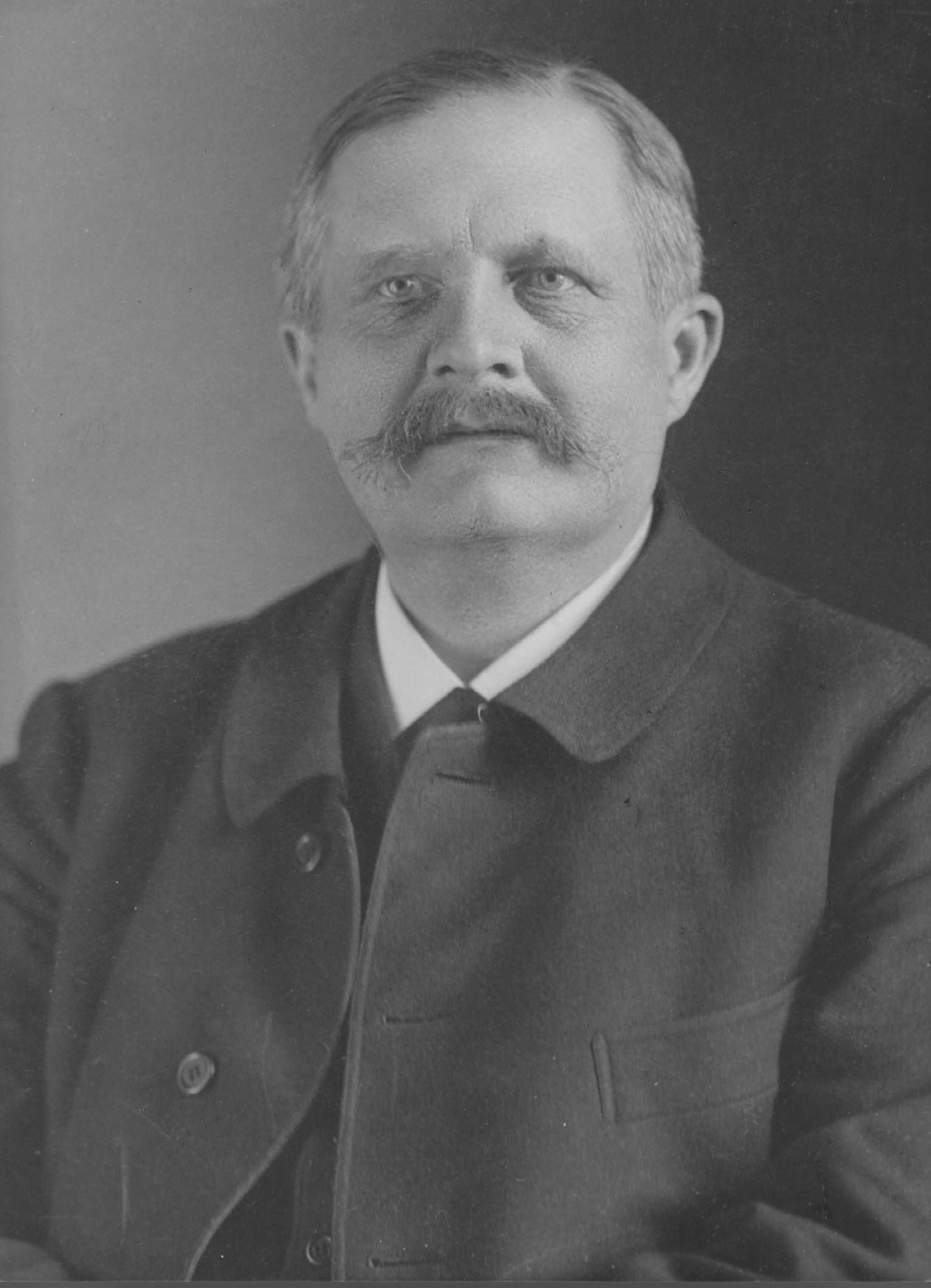
Friedrich Naumann (um 1911)

## Leben

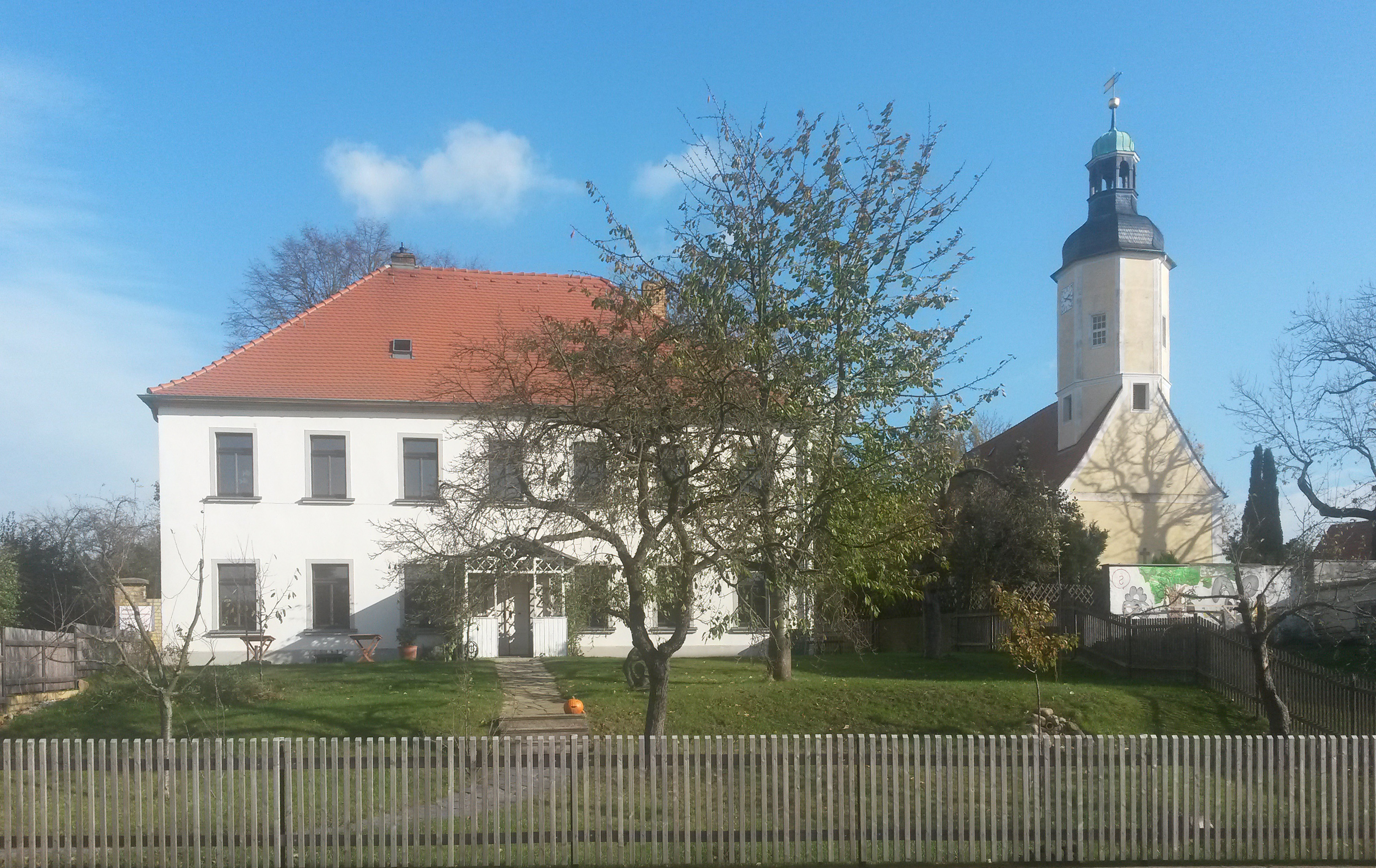
Geburtshaus von Naumann in Störmthal

Joseph Friedrich Naumann wurde am 25. März 1860 als ältestes von acht Kindern des evangelisch-lutherischen Pfarrers Friedrich Hugo Naumann und seiner Frau Agathe Marie, Tochter des volkstümlichen Pfarrers Friedrich Ahlfeld, im Störmthaler Pfarrhaus geboren und in der Kreuzkirche Störmthal am 11. April 1860 getauft.
Naumann besuchte ab 1874 die Nikolaischule in Leipzig, wechselte jedoch bereits nach zwei Jahren an die renommierte Fürstenschule St. Afra in Meißen. Ab 1879 studierte er Evangelische Theologie in Leipzig und Erlangen. Zusammen mit seinem Leipziger Studienfreund Diederich Hahn war Naumann 1881 maßgeblich an der Gründung des Verbandes der Vereine Deutscher Studenten beteiligt, aus dem er jedoch 1906 aufgrund der breiten Ablehnung seiner Bemühungen um die Einbindung der Sozialdemokratie in die nationale Politik wieder austrat.
Das Erste theologischen Examen legte Naumann 1883 in Leipzig ab und sammelte anschließend erste praktische Erfahrungen am Rauhen Haus in Hamburg. Nach Abschluss des Zweiten theologischen Examens am Predigercolleg Leipzig war er ab 1886 als Pfarrer in Langenberg tätig. Seine ersten Berufsjahre sind charakterisiert durch ein breites Interesse des jungen Theologen an seelsorgerlichen und kirchlichen, aber auch bereits gesellschaftlichen und politischen sowie künstlerischen und kulturellen Fragen, die ihn ein Leben lang beschäftigen werden. In Langenberg liegen auch die ersten publizistischen Gehversuche Naumanns, so vor allem in dem von ihm redigierten und weitgehend allein geschriebenen Kirchlichen Nachrichten, die als monatliche Beilage zum Hohensteiner Tageblatt erschienen, sowie als Mitarbeiter an der von Martin Rade herausgegebenen Zeitschrift Die Christliche Welt.
Seit den späten 1880er-Jahren beschäftigte sich Naumann auch, teils unter dem Einfluss der Lektüre der sozialistischen Klassiker von Bebel und Liebknecht über Lassalle bis hin zu Engels und Marx sowie vor allem im Rahmen der Inneren Mission, mit der Sozialen Frage. Dies führte ihn 1890 als Vereinsgeistlichen in die Mitarbeit der Inneren Mission in Frankfurt am Main. In Langenberg und in Frankfurt liegen auch die Ursprünge für sein langjähriges Engagement im Rahmen der evangelischen Arbeitervereinsbewegung, deren mehrheitlich konservativer Kurs, vor allem in der Frage der von Naumann propagierten Öffnung gegenüber den freien Gewerkschaften, 1902 zu seinem Ausschluss aus dem Gesamtverband führte.

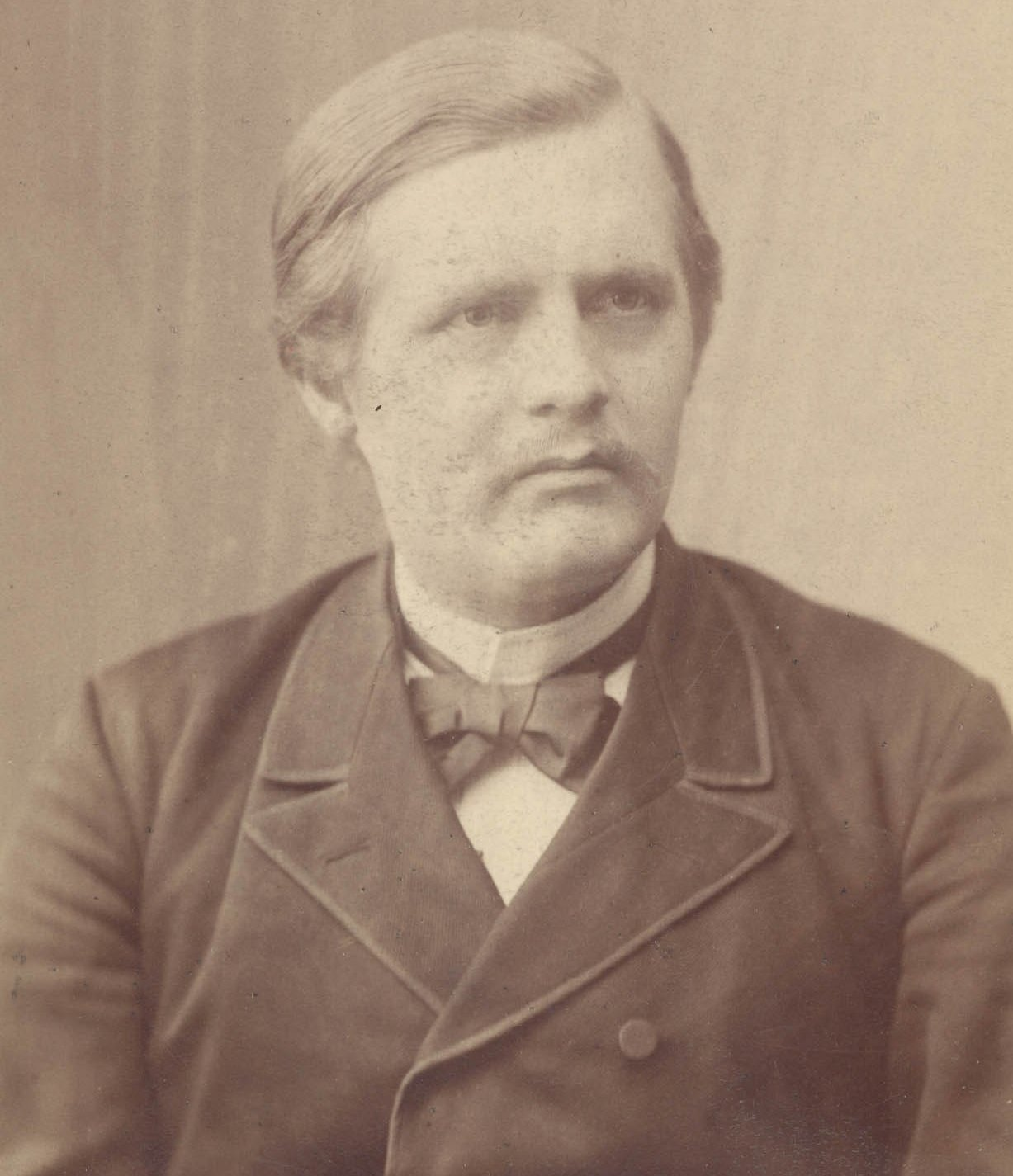
Friedrich Naumann (1886)

Ab Mitte der 1890er-Jahre wendete sich Naumann sukzessive von der Amtskirche ab und nahm neue Aufgaben wahr. Zunächst rief er 1894 die Zeitschrift Die Hilfe ins Leben, die anfangs noch im Dienst seines sozialreformerischen Protestantismus stand, sich aber bald zu einem politischen Organ mit sozialliberaler Stoßrichtung wandelte. Schließlich gründete er 1896 den Nationalsozialen Verein, dessen Programm darauf abzielte, die Arbeiterschaft durch umfassende innenpolitische und soziale Reformen an den bestehenden Staat heranzuführen und somit die Voraussetzung für eine weitere „wirtschaftliche und politische Machtentfaltung der deutschen Nation nach außen“ zu schaffen. Jedoch gelang es Naumann nicht, parteipolitisch Fuß zu fassen und er löste den Verein infolge der wiederholten Niederlage bei der Reichstagswahl 1903 auf.
Nachdem Naumann mit der Mehrheit seiner Parteigänger zu der von Theodor Barth geführten linksliberalen Freisinnigen Vereinigung übergetreten war, verschrieb er sich ganz der „Erneuerung des Liberalismus“. Diese politische Neuorientierung hatte aber nicht nur inhaltliche, sondern vor allem strategische Gründe. Über die angestrebte Einigung des seit Jahrzehnten zersplitterten parteipolitischen Liberalismus sollte eine Annäherung zwischen Liberalen und Sozialdemokraten angebahnt und als koalitionäres Gegengewicht zu den vorherrschenden konservativ-agrarischen Kräften aufgebaut werden: „Einigung der Liberalen und Zusammenhang zwischen Liberalismus und Sozialdemokratie sind gedacht als ein inhaltvolles langes Programm für weite Fristen hinaus und zwar so gedacht, daß der Liberalismus einig sein muß, damit er im Stande ist, der deutschen Arbeiterbewegung, die heute sozialdemokratisch ist, einen Rückhalt zu geben.“ Diese „Zukunftsmehrheit von Bebel bis Bassermann“ konnte bis zum Ersten Weltkrieg nur ansatzweise, so mit dem sogenannten Großblock in Baden, realisiert werden. Doch hatte Naumanns Konzept einen erheblichen Anteil am Wiederaufleben des Linksliberalismus im Jahrzehnt nach 1903.
Bei der Reichstagswahl 1907 gelang es Naumann im Wahlkreis Württemberg 3 (Heilbronn, Besigheim, Brackenheim, Neckarsulm) endlich, das lang ersehnte politische Mandat zu erringen. Infolge der 1910 vollzogenen Fusion der Freisinnigen Vereinigung mit der Freisinnigen Volkspartei – beide waren 1893 aus der neun Jahre zuvor von Franz August Schenk von Stauffenberg und Eugen Richter begründeten, linksliberalen Deutschen Freisinnigen Partei hervorgegangen – und der Deutschen Volkspartei wurde er Mitglied der Fortschrittlichen Volkspartei. Bei der Reichstagswahl 1912 verpasste er jedoch die Wiederwahl in den Reichstag und kehrte erst im Juni 1913 ins Parlament zurück, als er die Nachwahl im Wahlkreis Waldeck-Pyrmont für sich entscheiden konnte.
Naumann engagierte sich schon während der Jahrhundertwende für die Frauenemanzipation. Gemeinsam mit Helene Lange und vielen anderen prominenten Frauenrechtlerinnen setzte er sich für die politischen Rechte der Frauen ein. Inhaltlich behandelt Naumann die Frauenfrage mehr als eine soziale und wirtschaftliche Frage denn als Rechtsfrage. Dabei geht er von einer natürlichen Arbeitsteilung der Geschlechter aus, und zwar insofern, als bei allen notwendigen Verschiebungen im Beruf der Frau doch immer der „Mutterberuf“ bleiben werde. 1907 war er Mitbegründer des Deutschen Werkbunds. Vor und während des Ersten Weltkrieges war Naumann ein glühender Unterstützer der jungtürkischen Revolution, für die er zusammen mit Ernst Jäckh und anderen in der deutschen Öffentlichkeit warb. Naumann sah in der „Neuen Türkei“ (deren Staatsgebiet bis zum Ersten Weltkrieg weite Teile des arabischen Nahen Ostens umfasste, etwa Syrien, Palästina und den Irak) Chancen für eine wirtschaftliche Expansion Deutschlands. 1914 gehörte Naumann zu den Unterzeichnern des Manifest der 93. Naumanns recht unkritische und zum Teil apologetische Haltung zu den Massakern an den Armeniern 1894–1896 in Anatolien ist bis heute umstritten.

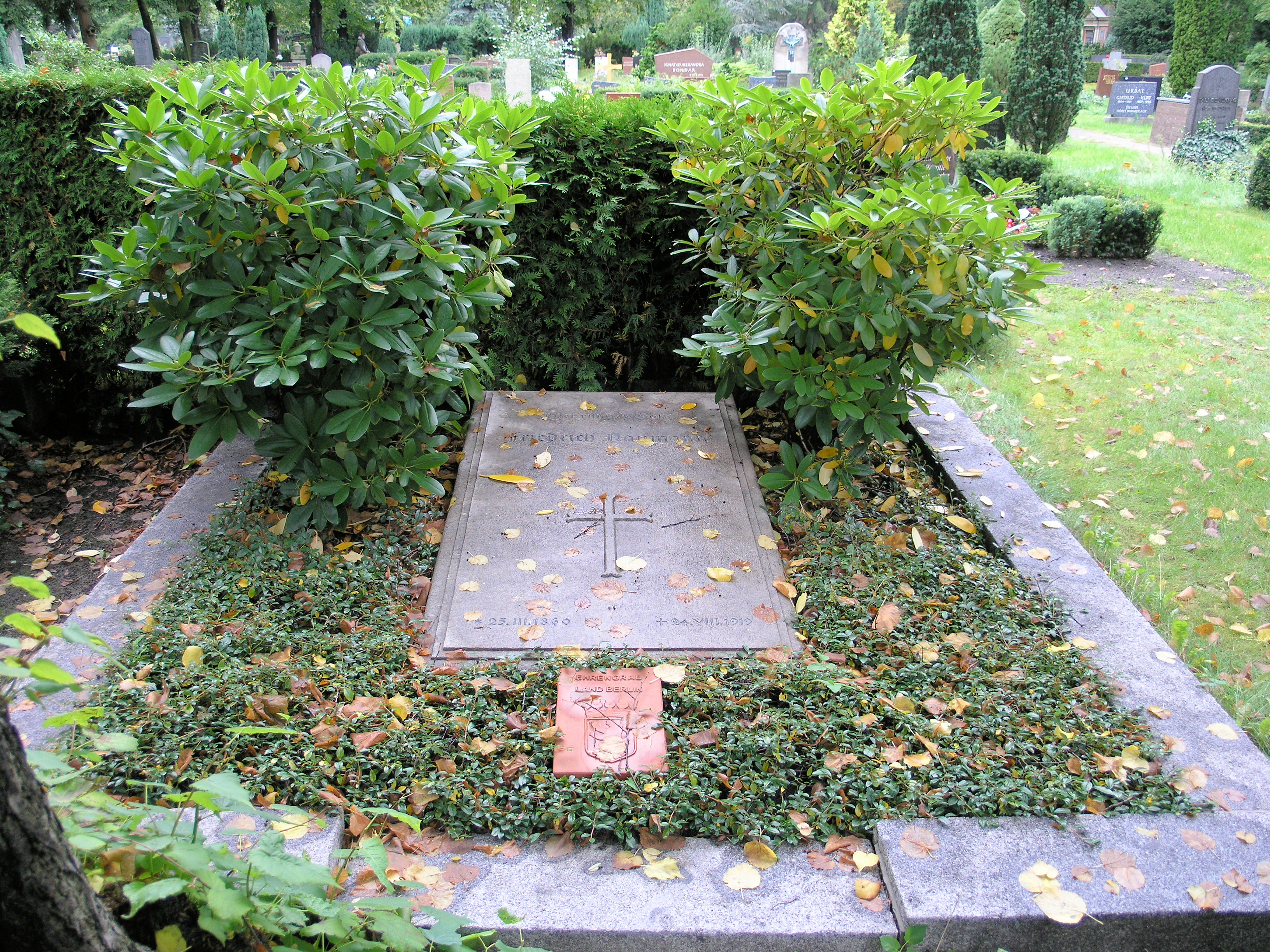
Ehrengrab von Naumann auf dem Alten Zwölf-Apostel-Kirchhof in Berlin-Schöneberg

Nach dem Ersten Weltkrieg wurde Naumann im Januar 1919 zum Mitglied der Weimarer Nationalversammlung und im Juni 1919 zum ersten Vorsitzenden der am 20. November 1918 gegründeten Deutschen Demokratischen Partei (DDP) gewählt. In der Nationalversammlung gehörte er dem Ausschuss zur Vorberatung des Entwurfs einer Verfassung für das Deutsche Reich an. In dieser Zeit unterstützte Naumann den konservativen Publizisten Eduard Stadtler beim Aufbau der Antibolschewistischen Liga mit 3.000 Mark aus einem politischen Fonds. Von Stadtlers zunehmender Radikalisierung distanzierte er sich jedoch bald und ließ sich bereits Anfang 1919 wieder aus dem Unterstützerkreis der Liga streichen.
Naumann starb im August 1919 im Alter von 59 Jahren in Travemünde. Beigesetzt wurde er auf dem Alten Zwölf-Apostel-Kirchhof in Schöneberg bei Berlin. Die schlichte Grabstätte mit einer Reliefgrabplatte befindet sich in der Abt. 301-003-006/008 am Hauptweg. Auf Beschluss des Berliner Senats ist die letzte Ruhestätte von Naumann seit 1956 als Ehrengrab des Landes Berlin gewidmet. Die Widmung wurde im Jahr 2018 um die übliche Frist von zwanzig Jahren verlängert.

## Wirken

### Politik

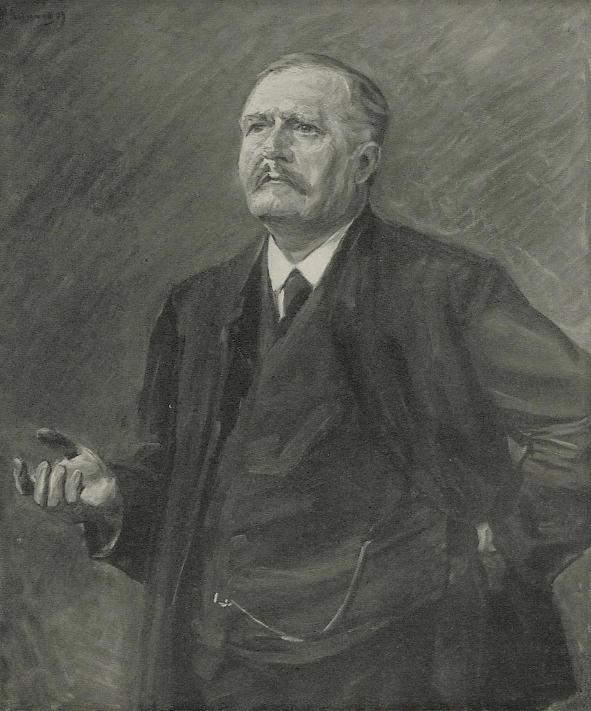
Friedrich Naumann, Porträt von Max Liebermann (1909)

Friedrich Naumanns politisches Wirken fällt weitgehend zusammen mit der Regentschaft Kaiser Wilhelms II. (1888–1918), von deren grundsätzlichen Denkmustern er stark geprägt wurde. Naumann befürwortete den wilhelminischen Militarismus mit seiner Kolonial- und Flottenpolitik. Mit seinem Werk „Mitteleuropa“ (1915) setzte er sich für einen engen wirtschaftlichen und militärischen Zusammenschluss der mitteleuropäischen Länder unter deutscher Führung ein. Er fand dafür breite Unterstützung in der Öffentlichkeit, jedoch nicht bei der militärischen Führung. Nach der Niederlage setzte Friedrich Naumann alle Hoffnungen für den deutschen Wiederaufstieg auf innere Reformen, etwa durch politische Bildungsarbeit in der eigens dafür von ihm gegründeten Staatsbürgerschule.
Um 1900 wurde der Sozialdarwinismus als „integraler Bestandteil der Ideologie des deutschen Bürgertums“ auch von Liberalen wie Naumann, Max Weber, Walther Rathenau, Kurt Riezler, Gerhart Hauptmann oder Maximilian Harden vertreten. „Die Weltgeschichte muß fortfahren Nationen zu zerstören“, schrieb er, „wir scheuen uns gar nicht, Polen, Dänen, Suaheli, Chinesen nach Kräften zu entnationalisieren.“ Mit diesen Widersprüchen zu seiner Theologie war er „ganz Kind seiner Zeit“.
Friedrich Naumanns im Herbst 1915 erschienenes Buch Mitteleuropa wurde rasch zur meistgelesenen deutschen Kriegszielschrift überhaupt und gelangte zu einer echten Breitenwirkung. Naumann forderte darin einen „liberalen Imperialismus“ für Deutschland. Er begründete sein „Mitteleuropa“ vor allem wirtschaftlich – kleinere Wirtschaftseinheiten seien naturgemäß in große zusammenzufassen, die Zukunft gehöre den „Großbetrieben“ und großen Wirtschaftsblöcken –, aber auch historisch mit Rekurs auf das Heilige Römische Reich und den Deutschen Bund.
Naumanns naive Behandlung der Nationalitätenprobleme der Habsburgermonarchie zeigte allerdings seine innere Distanz zu den strittigen Problemen. Der Denkfehler in Naumanns Mitteleuropa-Konzeption eines freiwilligen Zusammenschlusses mit weitgehenden Autonomierechten bestand in der Unfähigkeit des Deutschen Reiches aufgrund seiner inneren Machtstrukturen, eine ihm zugedachte Führungsrolle in Europa mit der nötigen Selbstbeschränkung zu verbinden. Für manche verbrämte der sächsische Pastor und liberale Politiker Naumann den deutschen Nationalismus nur mit sozialer Attitüde. Er ebnete journalistisch den Weg für die Pläne der deutschen Führung in Bezug auf Österreich-Ungarn.
Ein „mitteleuropäischer Imperialismus der leichten Hand“ (Kurt Riezler) hätte gerade jene Strukturreformen vorausgesetzt, die einflussreiche Interessengruppen durch einen Annexionsfrieden zu verhindern suchten. Dennoch kann man Naumanns Mitteleuropa-Vorstellungen keinesfalls mit den Plänen alldeutscher Kreise zur Inkorporation Österreich-Ungarns vor dem Ersten Weltkrieg gleichsetzen, weil dieses Mitteleuropa aus dem liberalen Kreis um Paul Rohrbach und Ernst Jäckh stammte, obwohl es ebenso einer unrealistischen Sicht der Möglichkeiten Deutschlands entsprang. Der Historiker Fritz Stern sah die Schrift, im Kontext ihrer Zeit, als Abmilderung einer aggressiven Außenpolitik: „Mitteleuropa war die Alternative der Zivilisten zu dem wilden Annexionismus der Militärs, der nur zerstückelte und deshalb nach Rache dürstende Nationen hinterlassen hätte.“

### Kunst und Kultur

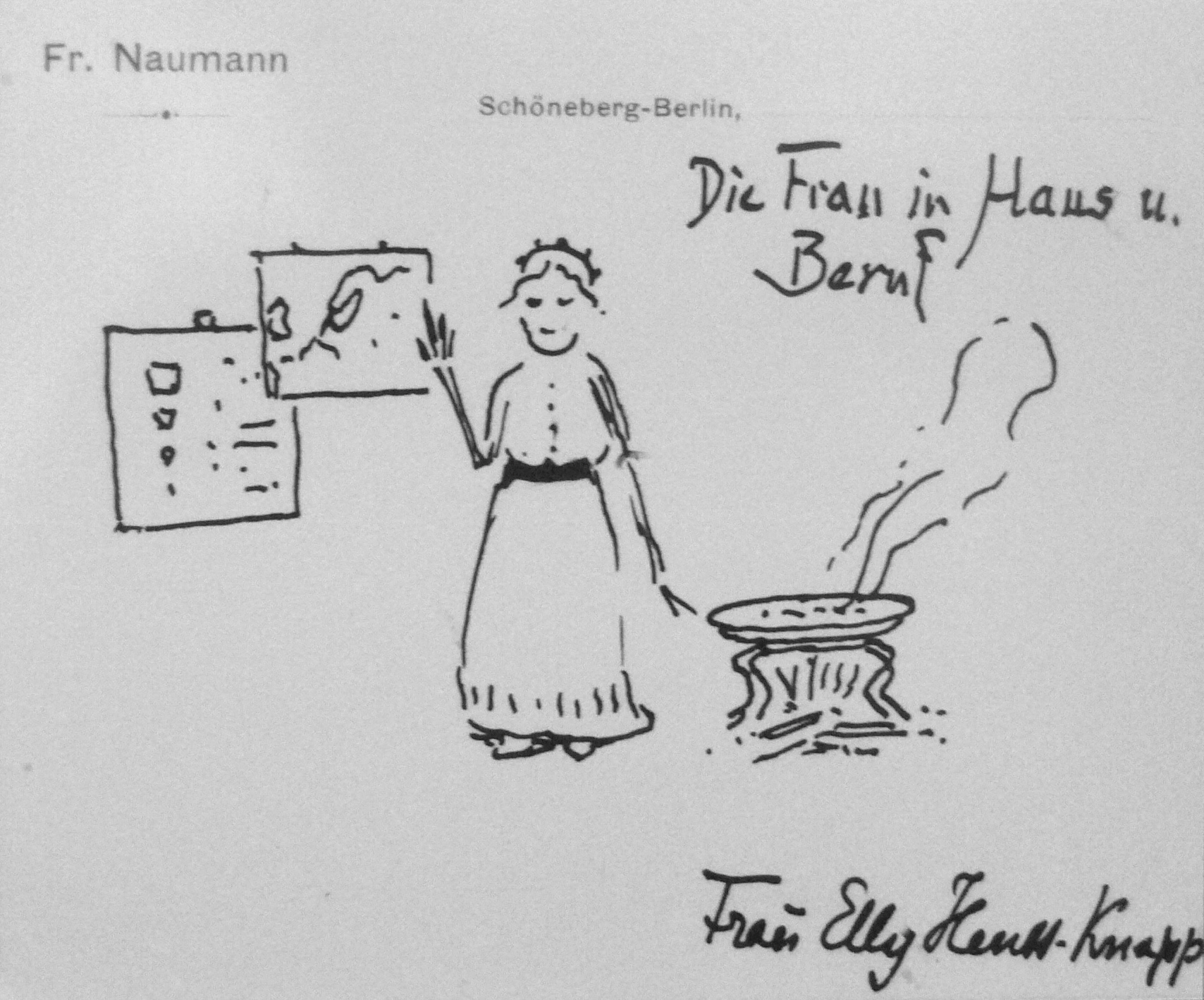
Karikatur von Naumann zu Elly Heuss-Knapps Lebensführung in Haus und Beruf

Naumann hat Zeit seines Lebens ein ausgeprägtes Interesse an theologischen und philosophischen, geschichtlichen und religiösen, pädagogischen und künstlerischen Fragen entwickelt, die je länger desto mehr auch politische Dimensionen aufwiesen. Dieser Teil seines Werkes findet sich in einer Vielzahl von kleineren, in der Regel journalistischen Arbeiten und/oder seinen Vorträgen und Reden, die – nicht zuletzt aufgrund von Naumanns außerordentlicher rhetorischer Begabung – auf eine breite Resonanz stießen. Die darin liegende Charakteristik und Spezifik des Naumannschen Werkes hat in der jüngeren Forschung zu der These geführt, Naumann weniger als Realpolitiker, sondern eher als einen äußerst sensiblen Zeitdiagnostiker und Kulturbürger, wenn nicht gar als „Künstlerpolitiker“ zu beschreiben.
Naumanns künstlerisches Interesse umfasst ein reiches Œuvre, basierend auf vielen Aktivitäten und einschlägigen Initiativen. Angeregt bereits von seinem Zeichenlehrer auf der Fürstenschule St. Afra in Meißen, später auch durch Impressionen im Reichstag sowie auf seinen Reisen ins europäische und außereuropäische Ausland (Frankreich, Italien, Österreich-Ungarn, Bulgarien, Nordafrika, Palästina usw.) hat Naumann eine Vielzahl von Bildern, flüchtige Skizzen zumeist von Landschaften, Wohnungen, Personen usw., angefertigt, die von der Forschung bis heute kaum ausgewertet worden sind. Seit der Jahrhundertwende hat er auch eine Vielzahl von kleineren, zumeist essayistischen Studien und Artikeln über Kunstgeschichte, Plastik und Malerei, Kunst und Technik, Wohnungsschmuck und Architektur, Sprache und Literatur, nicht zuletzt auf der Basis des Besuchs von Ausstellungen (Industrie-, Gartenbau- und Kunstgewerbeausstellungen), verfasst. In seinen ästhetischen Arbeiten erweist er sich als ein Vertreter der Moderne, dem es um die Bedeutung neuer Stil- und Kunstformen, auch neuer Baustoffe und Materialien (etwa Eisen statt Stein) im Sinne einer Ästhetisierung der Moderne geht.
Besondere Bedeutung kommt auch seinem Engagement im Rahmen der Kunstgewerbebewegung, etwa auf der Dresdner Kunstgewerbeausstellung von 1906, zu. Städtebauliche und bodenreformerische, religionskritische und reformpädagogische Impulse fließen ein in die Gründung der Gartenstadt Hellerau bei Dresden. In diesem Kontext steht auch Naumanns Verbindung zu Karl Schmidt als dem Leiter der Dresdner Werkstätten für Handwerkskunst und Begründers von Hellerau sowie mit dem an der Gründung Helleraus ebenfalls beteiligten Wolf Dohrn, der 1907 zum ersten Geschäftsführer des von Naumann mitbegründeten Deutschen Werkbundes wurde.

### Schule und Pädagogik
Pädagogische und schulpolitische Fragen sind von Naumann in unterschiedlichen Kontexten aufgegriffen worden. Studienerfahrungen in Tuiskon Zillers Übungsschule in Leipzig, die Übernahme von Erziehungsaufgaben im Rauhen Haus in Hamburg sowie praktische Erfahrungen seines Bruders Johannes, der während seiner Kandidatenzeit am Friedrichstädter Lehrerseminar in Dresden unterrichtet und später diverse Beiträge zur Schulfrage und zum Religionsunterricht in Sachsen veröffentlicht hat, haben Naumanns pädagogisches Denken früh beeinflusst. Sein pädagogisches Interesse im Rahmen der Inneren Mission findet seinen Niederschlag zunächst in Aufsätzen zur geistlichen Situation der Studenten auf den deutschen Universitäten sowie auch zur seelsorgerlichen Begleitung nicht studierender Jugendlicher, u. a. in „Burschenvereinen“. Diese Vereine sollten Naumann zufolge in Anlehnung an quasi „parlamentarische“ Verfassungsprinzipien organisiert werden und mit entsprechenden Inhalten schon früh zur politischen Bildung beitragen.
Einschlägige schul- und bildungspolitische Forderungen haben unter maßgeblicher Mitwirkung des Reformpädagogen Wilhelm Rein Eingang in die Programmatik des Nationalsozialen Vereins gefunden. Naumann hat die materiellen und ideellen Forderungen der liberalen Lehrerbewegung, die mehrheitlich dem linksliberalen Lager zuneigten, auch nach der Jahrhundertwende unterstützt. In seiner Stellungnahme anlässlich der Beratungen des späteren sogenannten Schulkompromisses von 1904 in Preußen hat er, entgegen vielen anderen Vertretern des politischen und kirchlichen Liberalismus, dezidiert für die Simultanschule argumentiert.
Didaktische Fragen werden von Naumann mehrfach aufgegriffen, etwa zur methodischen Gestaltung des Geschichtsunterrichts, wie er ihn in der Fürstenschule St. Afra erlebt hat. Prägend schließlich sind Naumanns Vorstellungen zu einer staatsbürgerlichen Erziehung im Sinne einer Demokratisierung des Kaiserreichs. Seine Konzeptionen mündeten in die mit finanzieller Hilfe von Robert Bosch errichtete Staatsbürgerschule in Berlin. Aus ihr ging nach Naumanns Tod die Deutsche Hochschule für Politik hervor, an der Persönlichkeiten aus dem Naumann-Kreis wie Theodor Heuss, Gertrud Bäumer oder Ernst Jäckh unterrichteten.

### Religion und Theologie

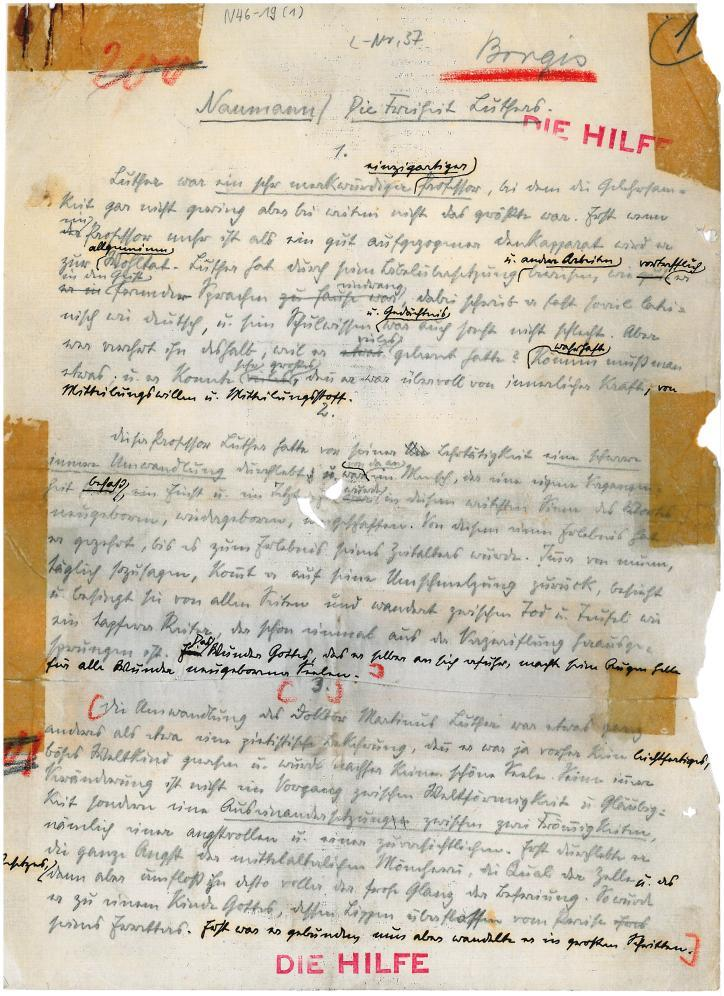
Originalmanuskript von Naumanns Artikelserie „Die Freiheit Luthers“ (1917) mit Korrekturen für die Drucklegung

Für die frühe Lebensphase am bedeutendsten wiegen Naumanns diakonische Interessen, deren theologische Implikationen ihn ein Leben lang beschäftigen werden. Geprägt besonders durch seine Erziehung im Geiste eines konservativen Luthertums sowie die Arbeit in der Inneren Mission ist sein theologisches Denken zunächst im Rahmen einer Reich-Gottes-Theologie zu verorten, aber auch schon von grundlegenden Einsichten in die Dualität von Gottesherrschaft auf der einen Seite und den Eigengesetzlichkeiten politischer Machtspären und ökonomischer Handlungsmaximen auf der anderen. Diese Interpretation kontrastiert mit einer Auffassung, die in Naumanns theologischer Entwicklung einen tiefen Bruch erkennen will, der erst unter dem Einfluss von Rudolf Sohm und Max Weber während seiner Zeit im Nationalsozialen Verein erfolgt sei. Politisch und theologisch gehört es zu Naumanns Grundüberzeugungen, dass ideale (christliche) Gesinnungen und Realpolitik in einem wechselseitigen dialektischen Verhältnis stehen. Naumann vertrat auch die Auffassung einer im „Recht der Persönlichkeiten“ wurzelnden Verwandtschaft von religiösem (protestantischem) und politischem Liberalismus, die ihren Ursprung im Protest gegen das historisch gewachsene „Untertanentum“ in Staat und Kirche hätten.
Bis 1903 hat Naumann in der Hilfe regelmäßig Andachten veröffentlicht, die als literarisch kunstvolle, frei von jeder kirchlichen Dogmatik zeugende Texte eine große Leserzahl fanden. Religionsgeschichtlich bedeutsam sind seine Briefe über Religion, deren Wirkungsgeschichte von Gustav Frenssen über Leo Baeck bis hin zu Dietrich Bonhoeffer reicht. In den Briefen, nicht zuletzt auch in dem Nachwort von 1916, werden grundlegende Einsichten über die Kontinuitäten und Veränderungen von Glauben und Religion, bis hin zu Veränderungen in der theologischen Forschung, entfaltet. Noch nach 1903 finden sich in seinen Betrachtungen und Aufsätzen vielfältige Verweise auf Religion, Philosophie und Geschichte, die als ein geradezu konstitutiver „Hintergrund“ sein Denken leiten. Von der Forschung vielfach übersehen ist Naumanns Versuch, den Gegensatz von unterschiedlichen ethischen Wertsphären mit Hilfe eines ambivalenten Gottesbildes aufzulösen, indem der in der christlichen Verkündigung bezeugte Gott der Zuwendung und Liebe als ein zugleich nach anderen Maximen in der Geschichte handelnder „Weltgott“, ein „Gott der Macht und Stärke“ gefasst wird.

### Bedeutung und Nachwirkung
Naumann war der Mittelpunkt eines umfangreichen Gesinnungs- und Freundeskreises, der sich soziologisch vom Großbürgertum über das Bildungs- und Kleinbürgertum bis in die Arbeiterschaft erstreckte. Die soziale Frage wollte er durch ein Bündnis von Liberalismus und Protestantismus lösen, durch Einbau von Erkenntnissen aus den Naturwissenschaften, der Geschichtsforschung und der Philosophie in den „christlichen Glauben der Volksgemeinschaft“ als einer klassenübergreifenden Einheitsideologie. Dieses Netzwerk war ursprünglich hervorgegangen aus den Mitschülern Naumanns auf der Fürstenschule St. Afra, seinen Kommilitonen während des Theologiestudiums in Leipzig und Erlangen sowie den sogenannten „jungen Wilden“ im Evangelisch-Sozialen Kongress, die wie Naumann nicht im konservativen oder gar antisemitischen Fahrwasser von Adolf Stoecker fahren wollten.
Zum Naumann-Kreis gehörten damals und später hochberühmte Zeitgenossen wie Max Weber, Lujo Brentano oder Martin Rade, aufsteigende Geister wie Theodor Heuss und dessen Ehefrau Elly Knapp, aber auch einige, die später – wie Paul Göhre, Hellmut von Gerlach, Gustav Stresemann oder Gottfried Traub – politisch andere Wege gehen sollten. Immer wieder bezeugten Zeitzeugen das Charisma Naumanns. Vielmals gab er den Anlass für politisches Engagement. So erklärten Helene Lange und Gertrud Bäumer, dass sie sich von Naumanns nationalsozialen Ideen begeistern ließen und deswegen in die liberale Partei eingetreten waren. Naumanns politisches, publizistisches und pädagogisches Werk wurde nach 1919 von seinen Schülern und Mitarbeitern, darunter Theodor Heuss, Marie Elisabeth Lüders, Gertrud Bäumer und Wilhelm Heile, fortgesetzt.

## Rezeption

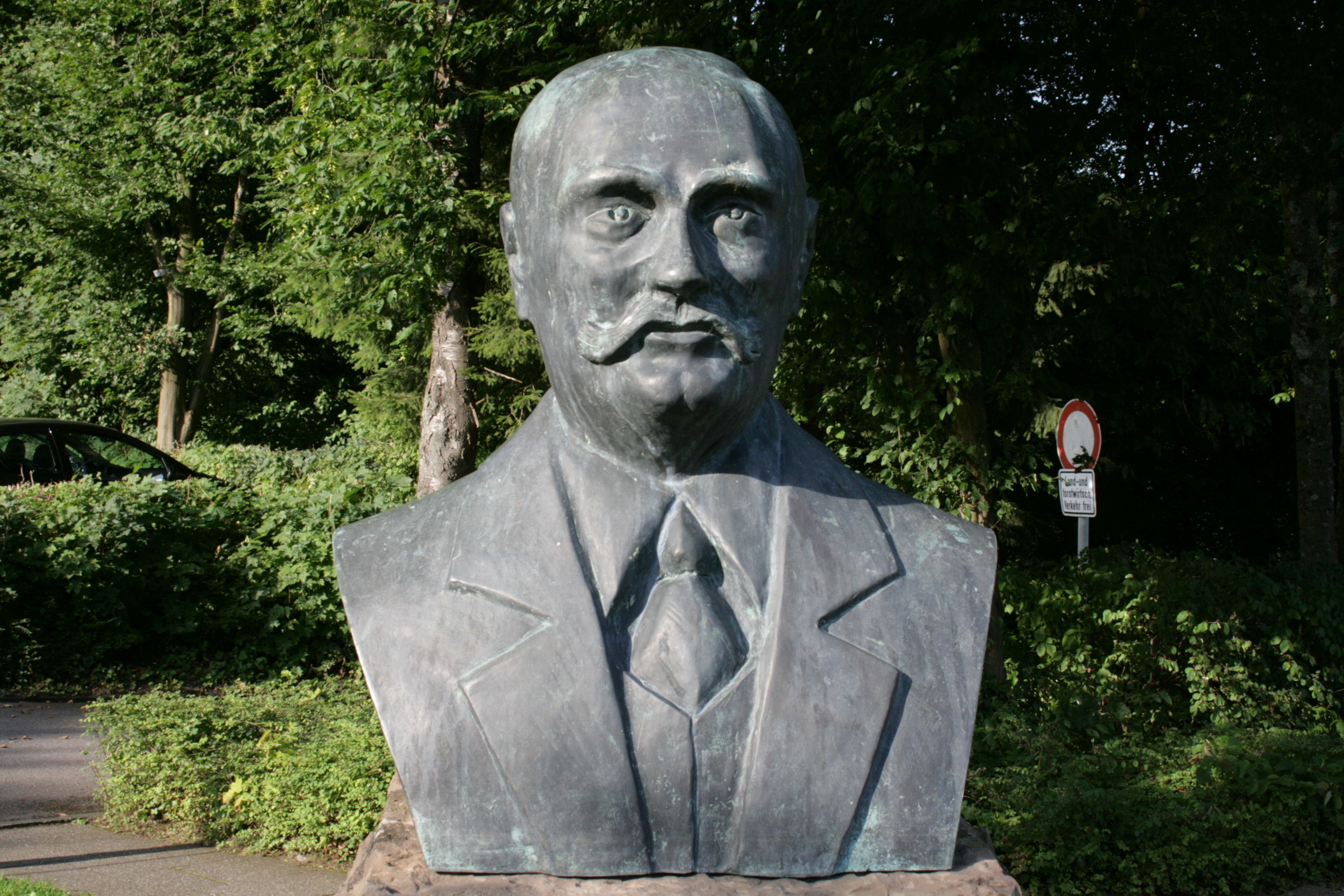
Naumann-Büste in der Theodor-Heuss-Akademie in Gummersbach

### Kritik an Naumann
Der Historiker Götz Aly bezeichnet in einer Kolumne, die im Januar 2011 in der Frankfurter Rundschau und der Berliner Zeitung veröffentlicht wurde, Naumann als „Leiche im Keller der FDP“ und unterstellt eine Kontinuität von Naumanns im Manifest National-sozialer Katechismus (1897) und in Mitteleuropa (1915) in der Kaiserzeit vertretenen „staats- und nationalsozialistischen“ (Naumann) und „imperialen“ (Aly) Positionen bis hin zur Zustimmung zum Ermächtigungsgesetz vom 24. März 1933 durch die fünf liberalen Abgeordneten des Reichstags, „darunter Theodor Heuss und Ernst Lemmer“. Dazu zitierte Aly aus der damaligen Begründung dieser Entscheidung: „Wir fühlen uns in den großen nationalen Zielen durchaus mit der Auffassung verbunden, wie sie heute vom Herrn Reichskanzler hier vorgetragen wurde.“
Aly berief sich in seiner Einschätzung außerdem auf den „Nobelpreisträger und ordoliberalen Wirtschaftswissenschaftler“ Friedrich August von Hayek, der in Naumann einen der „Wegbereiter des Nationalsozialismus“ gesehen habe, weil Adolf Hitler von ihm „große Passagen seines außenpolitischen Programms […] abgeschrieben hatte“. Ungeachtet dessen, dass Theodor Heuss, der sowohl Naumanns Werk gut kannte als auch sich mit den frühen Schriften der NSDAP für sein Buch „Hitlers Weg“ intensiv befasst hatte, bereits Anfang der 1930er Jahre öffentlich festgestellt hatte, Hitler habe „nie etwas von Naumann gelesen“, und dass sein Naumann-Buch 1937 nur erscheinen konnte, weil es keine Verbindung zwischen Naumann und dem Nationalsozialismus herstellte, forderte Aly von der FDP-nahen Friedrich-Naumann-Stiftung, die „Pflege dieses Namens“ aufzugeben.
Zurückgewiesen wurde dieser Vorwurf von Wolfgang Gerhardt, dem Vorsitzenden der Friedrich-Naumann-Stiftung für die Freiheit, und vom früheren Bundesminister der SPD Erhard Eppler, der eine Replik auf Aly verfasste: Naumann sei kein Chauvinist gewesen, er stünde nicht für den Antiliberalismus, Antisozialismus, Antisemitismus, Antihumanismus und Rassismus der Nationalsozialisten; vielmehr müsse man in Naumann einen „bedeutenden Demokraten“ sehen.
Theologisch ist Naumann schon bald nach seinem Tode heftig kritisiert worden, so dass er in der Theologiegeschichtsschreibung über Jahrzehnte hinweg geradezu zu einer persona non grata geworden ist. Dazu mag die rigorose Aburteilung Naumanns und mit ihm des liberalen Protestantismus durch die Dialektische Theologie, namentlich die heftigen Verdikte Karl Barths, erheblich beigetragen haben. Die Kritik entzündete sich vor allem an der vermeintlichen Preisgabe theologischer Grundüberzeugungen, die kein kritisches Korrektiv mehr gegenüber einer auf Macht und nationaler Interessendurchsetzung fußenden Politik des wilhelminischen Kaiserreichs entwickeln konnte – ein Urteil, das von der neueren Forschung zunehmend problematisiert wird.
Neuere Arbeiten betonen neben dem demokratischen Engagement die theologische, speziell die religionsgeschichtliche Bedeutung Naumanns, der mit seinem Werk – trotz aller möglichen theologischen Problematiken – ganz wesentlich zur Bewältigung der Säkularisierung beigetragen habe. Auch wird sein theologisches Denken inzwischen als Ausdruck einer Krisentheologie interpretiert, die bereits vor der dialektischen Theologie der Krise wesentliche Aspekte einer theologisch angemessenen Situationsbeschreibung im Rahmen der modernen Welt aufgegriffen habe.

### Ehrungen

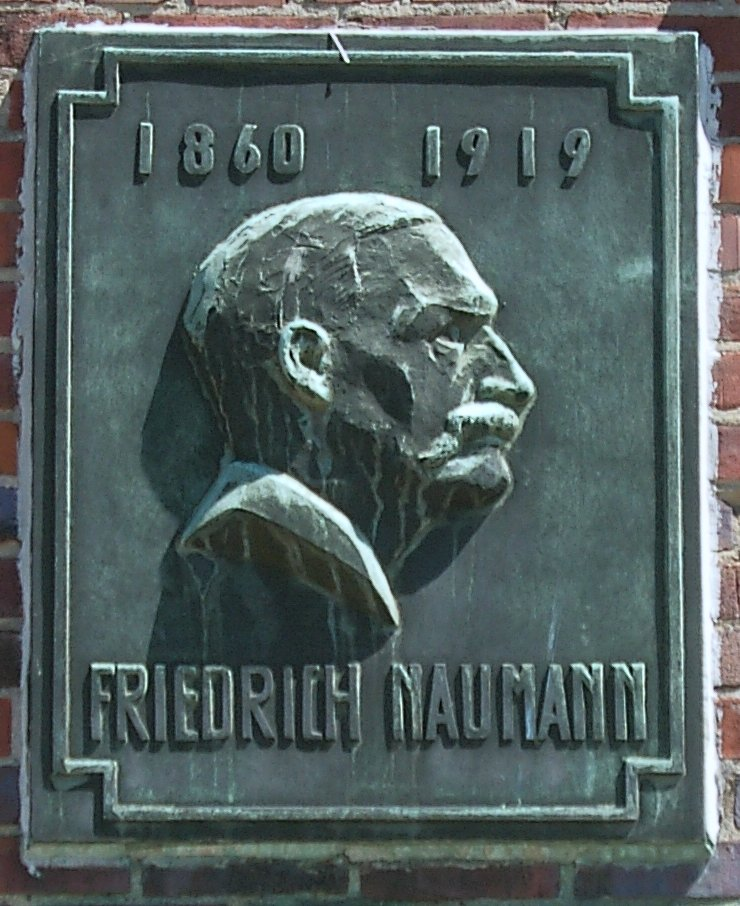
Gedenktafel am Friedrich-Naumann-Hof in Hamburg-Dulsberg

In mehreren Städten, wie etwa in Arnsberg, Dortmund, Erfurt, Frankfurt-Bockenheim, Göttingen, Gummersbach, Hamburg-Harburg, Hohen Neuendorf, Karlsruhe, Köln-Porz, Leipzig, Leverkusen, Ludwigsburg, Marburg, Stralsund, Weimar, Wiesbaden-Rheingauviertel und Zwickau wurde jeweils eine Friedrich-Naumann-Straße nach ihm benannt. In Bremen gibt es einen Friedrich-Naumann-Ring, in Ludwigslust eine Friedrich-Naumann-Allee und in Gera sowie Fürstenwalde/Spree einen Friedrich-Naumann-Platz.
Seit 1972 existiert der Friedrich-Naumann-Haus e. V. in Gießen (Hessen), welcher Träger einer Jugendhilfeeinrichtung ist. Diese betreut Kinder, Jugendliche und junge Erwachsene in individuellen pädagogischen Settings. Die Diakonie Düsseldorf betreibt ein Friedrich-Naumann-Haus für wohnungslose junge Männer.

## Schriften (Auswahl)
- Arbeiterkatechismus oder der wahre Sozialismus. Vereinsbuchhandlung, Calw/Stuttgart 1889.
- Was heisst Christlich-Sozial? 2 Bände. Deichert, Leipzig 1894.
- Nationalsozialer Katechismus. Erklärung der Grundlinien des Nationalsozialen Vereins. Bousset & Kundt, Berlin 1897.
- Asia. Eine Orientreise über Athen, Konstantinopel, Baalbek, Nazareth, Jerusalem, Kairo, Neapel. Hilfe, Berlin-Schöneberg 1899.
- Demokratie und Kaisertum. Ein Handbuch für innere Politik. Hilfe, Berlin-Schöneberg 1900.
- Neudeutsche Wirtschaftspolitik. Hilfe, Berlin-Schöneberg 1902.
- Briefe über Religion. Hilfe, Berlin-Schöneberg 1903.
- Gotteshilfe. Gesamtausgabe der Andachten aus den Jahren 1895–1902. Vandenhoeck & Ruprecht, Göttingen 1904.
- mit Theodor Barth: Die Erneuerung des Liberalismus. Hilfe, Berlin-Schöneberg 1906.
- Sonnenfahrten. Hilfe, Berlin-Schöneberg 1909.
- Die politischen Parteien. Hilfe, Berlin-Schöneberg 1910.
- Geist und Glaube. Fortschritt, Berlin-Schöneberg 1911.
- Freiheitskämpfe. Fortschritt, Berlin-Schöneberg 1911.
- Im Reiche der Arbeit. Reimer, Berlin 1913.
- Das Blaue Buch von Vaterland und Freiheit. Auszüge aus seinen Werken. Langewiesche, Königstein im Taunus/Leipzig 1913 (Tatsächliche Veröffentlichung: Mai 1914[74]).
- Mitteleuropa. Reimer, Berlin 1915.

Bibliographie
- Alfred Milatz (Bearb.): Friedrich-Naumann-Bibliographie. Hrsg. von der Kommission für Geschichte des Parlamentarismus und der politischen Parteien. Droste, Düsseldorf 1957.

Editionen
Eine unvollständige, vor allem die politische Dimension seines Œuvres in den Mittelpunkt stellende Ausgabe der Schriften Friedrich Naumanns wurde in den 1960er-Jahren im Auftrag der Friedrich Naumann-Stiftung von Theodor Schieder, Walter Uhsadel und Heinz Ladendorf im Westdeutschen Verlag (Köln und Opladen) herausgegeben:
- Band 1: Religiöse Schriften. Bearb. von Walter Uhsadel. 1964.
- Band 2: Schriften zur Verfassungspolitik. Bearb. von Wolfgang J. Mommsen. 1966.
- Band 3: Schriften zur Wirtschafts- und Gesellschaftspolitik. Bearb. von Wolfgang J. Mommsen. 1966.
- Band 4: Schriften zum Parteiwesen und zum Mitteleuropaproblem. Bearb. von Thomas Nipperdey, Wolfgang Schieder. 1966.
- Band 5: Schriften zur Tagespolitik. Bearb. von Alfred Milatz. 1967.
- Band 6: Ästhetische Schriften. Bearb. von Heinz Ladendorf. 1969.

Darüber hinaus war nach 1999 unter Beteiligung von Rüdiger vom Bruch, Traugott Jähnichen, Jochen-Christoph Kaiser, Frank-Michael Kuhlemann und Hans Cymorek eine Gesamtausgabe der Schriften Friedrich Naumanns in zwölf Bänden geplant. Das Projekt konnte aber nicht realisiert werden.